# Draschia megastoma
Draschia megastoma är en rundmaskart som först beskrevs av Rudolphi 1819.  Draschia megastoma ingår i släktet Draschia och familjen Habronematidae. Inga underarter finns listade i Catalogue of Life.